# Patron (chrześcijaństwo)

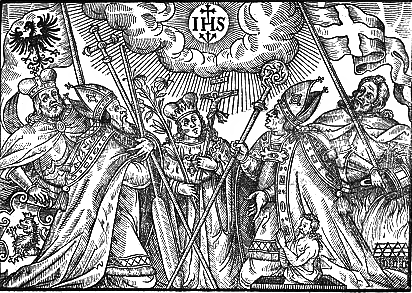
Katoliccy patroni Polski, drzeworyt z 1618 roku

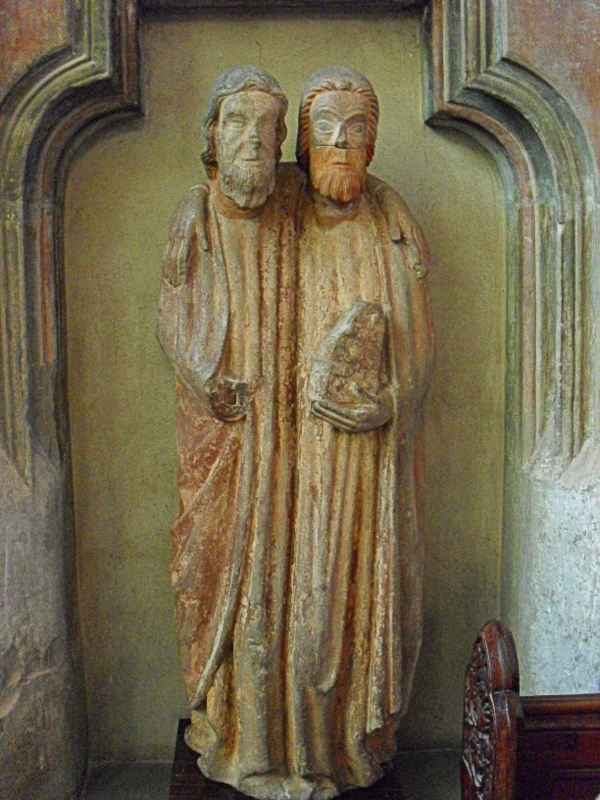
Św. Piotr i Paweł patroni diecezji legnickiej

Patron − religijny opiekun kraju, miasta, diecezji, przedsięwzięcia, profesji, obiektu budowlanego, konkretnych osób, grup ludzi czy zawodów.
W Kościele katolickim i innych kościołach chrześcijańskich takimi osobami są święci lub błogosławieni, którzy najczęściej stają się opiekunami świątyń i poszczególnych ludzi, noszących ich imię (wezwanie). Każdy ochrzczony ma świętego patrona, którego imię otrzymał na chrzcie świętym i jest to ściśle regulowane w przepisach kościelnych.
Dobór patronów zależy z reguły od ich charakterystyki czy losów biograficznych.